# 2011 en Nouvelle-Écosse
Chronologie de la Nouvelle-Écosse
- 2007
- 2008
- 2009
- 2010
- 2011
- 2012
- 2013
- 2014
- 2015

Cette page concerne des événements d'actualité qui se sont produits durant l'année 2011 dans la province canadienne de la Nouvelle-Écosse.

## Politique
- Premier ministre : Darrell Dexter
- Chef de l'Opposition :
- Lieutenant-gouverneur : Mayann Francis
- Législature :

## Événements
- Vendredi 21 janvier : l'électricité de plusieurs centaines de personnes est coupée après la tempête d'hiver qui a frappé les provinces maritimes[1].

## Décès
- 7 mai : Willard Sterling Boyle, né le 19 août 1924 à Amherst, Nouvelle-Écosse, Canada et mort à Wallace, Nova Scotia[2], est un physicien canadien. Il est colauréat avec George E. Smith de la moitié du prix Nobel de physique de 2009 « pour l'invention d'un circuit semiconducteur à imagerie, le capteur CCD[3] ».

- vendredi 12 août : Austin-Emile Burke, archevêque de Halifax (1991-1998).